# Confederación Nacional de Excombatientes
La Confederación Nacional de Excombatientes (CNE), de nom oficial Confederación Nacional de Hermandad y Asociaciones de Excombatientes, era una organització política espanyola fundada en el tardofranquisme, novembre de 1974, dins de l'estratègia del Búnker d'estructurar un ampli moviment polític destinat a sostenir el règim franquista més enllà de la mort del dictador que succeirà un any més tard. Va deixar d'existir en 2011.

## Història

### Fundació
Des del final de la Guerra civil diverses organismes i germanors d'excombatents havien vingut funcionant en el si del règim franquista. Al començament de la dècada de 1970 es va plantejar la creació d'una confederació que agrupés a tots els excombatientes. El 9 de juny de 1974 es van aprovar els estatuts de la nova organització, els quals al seu torn van ser aprovats el 22 de juliol d'aquest any pel Consell Nacional del Movimiento. La junta gestora va entrar en funcionament en el mes de setembre.
El nucli fonamental dels seus integrants eren els antics membres de les Hermandades de ex Combatientes territorials, especialment d'àmbit provincial, i l'Hermandad Nacional de Alféreces Provisionales, Hermandad de la División Azul, l'associació d'Antiguos Combatientes de los Tercios de Requetés, la Hermandad Nacional de Sargentos Provisionales, la d'Caballeros Legionarios, de Marineros Voluntarios i l'Hermandad de Banderas de Falange, integrades totes elles pels militars i civils que havien participat en la Guerra civil de 1936 a 1939 en el bàndol revoltat, així com elements procedents d'altres formacions (com els Círculos José Antonio).
El 16 de novembre de 1974 la Confederació va celebrar una assemblea plenària durant la qual es va constituir la seva junta nacional. El seu primer president va ser José Antonio Girón de Velasco, amb Luis Benítez i Francisco Guinea com a vicepresidents i amb Luis Valero Bermejo com a secretari general. Com a vocals estaven, entre d'altres, el tinent general Tomás García Rebull, José María Codón Fernández, Carlos Pinilla Turiño, Cándido Sáez de las Moras, Fernando Coca, Pastor Nieto García o Antonio Gullón Walker.
Uns mesos abans Girón de Velasco havia afirmat en un article publicat en el diari franquista El Alcázar:
| « | El que es pretén [respecte a la denominada llavors obertura] en nom de no sé quina estranya llibertat és oblidar el compromís sagrat que vam contreure amb el poble espanyol els qui un dia ens vam veure en el deure inexcusable d'empunyar les armes i vam veure morir als nostres millors camarades perquè Espanya seguís vivint. Oblidar això, oblidar que milers d'homes joves van fer de la seva mort un acte de servei constituiria en nosaltres una traïció. […] Proclamem el dret d'esgrimir enfront de les banderes roges les banderes d'esperança i realitats que hissem el 18 de juliol de 1936 encara que a això s'oposin els falsos liberals o els qui, infiltrats en l'Administració o en les esferes del Poder, somien amb que soni vergonyant la campaneta per a la liquidació en almoneda del Règim de Francisco Franco. | » |

Al seu congrés fundacional, la Confederació es va presentar com:
| « | Partim del fet irrevocable del 18 de juliol de 1936. No som excombatientes. Som combatents d'Espanya i de la revolució nacional. | » |

### Activitat durant la transició
Durant el procés de transició democràtica va destacar per les seves crítiques al mateix, complint l'objectiu declarat en els seus estatuts de pervivència i solidesa dels principis del 18 de juliol (en al·lusió a la data de la revolta armada contra la Segona República, 18 de juliol de 1936) mitjançant l'exaltació de la guerra civil com a Croada contra el comunisme i en defensa del catolicisme, la denúncia d'aquells polítics vinculats al franquisme que es van unir al procés democràtic, singularment els d'Aliança Popular i Unió de Centre Democràtic i l'organització i celebració dels actes commemoratius més significatius de la dictadura.
El 1977, després de l'aprovació de la Llei per a la Reforma Política, va ser portaveu de la Confederació Jaime Milans del Bosch, en aquest moment general de divisió a càrrec de la Divisió Cuirassada Brunete i que va ser un dels integrants del cop d'estat del 23 de febrer de 1981 com a capità general de la III Regió Militar. Aquest mateix any es coaligà amb altres formacions d'ultradreta amb el nom d'Alianza Nacional del 18 de julio, nom amb el qual es van presentar a les primeres eleccions democràtiques el 1977, des de les de 1936, amb un rotund fracàs, en obtenir solament un 0,84% de sufragis, poc més de 154.000 vots. Van tornar a presentar-se en una altra coalició electoral en les eleccions de 1979, la «Unión Nacional», formada per la mateixa Confederació, Fuerza Nueva, Falange Española de las JONS, els Círculos José Antonio i l'Agrupación de Juventudes Tradicionalistas, obtenint 378.964 vots (un 2,11%) i un diputat per Madrid, el membre de Fuerza Nueva Blas Piñar.
El 1980 va accedir a la presidència Juan García Carrés, antic dirigent del Sindicat Vertical franquista i que un any més tard va ser condemnat per la seva participació en el cop d'estat del 23-F. A partir de llavors l'organització va decaure, encara que manté la seva inscripció com a formació política i en la pràctica es limita a les celebracions que tenen lloc els dies 20 de novembre en commemoració de la mort de Francisco Franco. Usaven amb freqüència el nom de Confederación Nacional de Combatientes, en relació amb l'empresa creada Confederación de Combatientes, S.A. (CONCOMSA) per editar El Alcázar.

### Dissolució
A l'octubre de 2011 va ser publicada en alguns mitjans afins a la Confederació una carta, amb capçalera de la Confederación Nacional de Combatientes i signada pel seu president, Antonio Vallejo, en la qual s'anunciava la seva dissolució el 4 d'octubre de 2011 i la cessió dels seus béns a la Germanor de la Divisió Blava i a la Fundació Nacional Francisco Franco.